# Acquire
Acquire (englisch: erwerben) ist ein klassisches Brettspiel von Spieleautor Sid Sackson. Es handelt sich um ein Wirtschaftsstrategiespiel, bei dem die Spieler durch An- und Verkauf von Aktien im Zusammenhang mit der Gründung von Hotelketten Geld verdienen.
Acquire erschien das erste Mal 1962 in den USA bei 3M Company. Inzwischen hat es diverse Neuauflagen gegeben, unter anderem auch verschiedene in deutscher Sprache. In Deutschland erschien es bei Schmidt Spiele auch unter den Titeln Hotel-Haie und Hotel-König (1982).

## Regeln
An dem Spiel können zwei bis sechs Spieler teilnehmen. Ein Spieler übernimmt die Börse und wickelt alle Börsengeschäfte, wie beispielsweise den Aktienkauf ab. Jeder Spieler erhält ein gewisses Startkapital (von der Teilnehmerzahl abhängig) und eine Informationskarte.
Der Spielplan ist in 9×12 Felder eingeteilt, die durch Zahlen und Buchstaben eindeutig bezeichnet sind. Daneben liegen, Rückseite nach oben, 108 Steine, die den Feldern zugeordnet sind. Sie stellen die Hotels dar. Jeder Spieler zieht zu Beginn sechs Steine. Ein Spielzug besteht aus dem Legen eines Steines auf das ihm zugeordnete Feld, abwickeln der evtl. dadurch ausgelösten Aktionen, Aktien kaufen und nachziehen. Dabei ist darauf zu achten, dass (dem Dominospiel ähnlich) waagrecht und senkrecht Steine nebeneinander liegen, denn dadurch entstehen Hotelketten (maximal 7 verschiedene mit unterschiedlichem Startpreis), deren Aktien (25 je Hotelkette) im Wert steigen. Berührt ein Stein eine andere Kette, so fusionieren diese und die Mehrheitsaktionäre der kleineren Kette werden finanziell entschädigt. Jeder Aktionär der kleineren Kette kann danach entscheiden, ob er seine Aktien zum zuletzt gültigen Preis verkauft, 2:1 gegen Aktien der größeren Kette eintauscht oder behält. Gewonnen hat am Ende, nach Auszahlung von Mehrheitsprämien und Verkauf der Aktien, der Spieler mit dem meisten Geld.